# Vení conmigo
 Vení conmigo es una película filmada en colores de Argentina dirigida por Luis Saslavsky según su propio guion escrito en colaboración con Eduardo Gudiño Kieffer que se estrenó el 8 de noviembre de 1973 y que tuvo como protagonistas a Susana Giménez, Alberto Martín, Víctor Laplace y Juan Carlos Dual. Es el primer filme argentino de Saslavsky desde 1965 y el primer protagónico de Susana Giménez.

## Sinopsis
Una muchacha del suburbio se esfuerza por llegar ser estrella.

## Reparto
- Susana Giménez
- Alberto Martín
- Víctor Laplace
- Juan Carlos Dual
- Ignacio Quirós
- Rodolfo Onetto
- Marcos Zucker
- Iván Grondona
- Antonia Herrero
- Hilda Bernard
- Alfredo Hers
- María Rosa Solari
- Hugo Fregonese
- Graciela Borges
- Marcelo Miró
- Patricia Shaw
- Fernando Iglesias
- Guillermo Ben Hassan

## Comentarios
Agustín Mahieu en La Opinión escribió:

”Film cargado de convencionalismos.”

El Mundo opinó:

”Shock a los recuerdos…para que pase inadvertido por sus pisadas en falso y sea recordado por algunos, lamentablemente pocos momentos de cine ajustado que se parece tanto al de quellos verdes años, llenos de madurez narrativa.”

Rómulo Berrutti en Clarín dijo:

”Ni un melodrama cabalmente asumido, ni una comedia brillante, ni un estudio minucioso de tipos y ambientes. Quizás porque quiso ser todo eso junto .”